# Gwich'in
Gwich'in er et folk som lever i Alaska samt og det nordlige Canada, hovedsageligt nord for polarcirklen. Deres sprog tilhører den athabaskanske sprogfamilie. Traditionelt har Gwich'in-indianerne ernæret sig med rendrift sig på den nordamerikanske ren, cariboun. I dag lever ca. 9000 gwich'iner i 15 lokalsamfund i Alaska og i Northwest Territories og Yukon i Canada.